# Dinocheirus serratus
Dinocheirus serratus är en spindeldjursart som först beskrevs av Moles 1914.  Dinocheirus serratus ingår i släktet Dinocheirus och familjen blindklokrypare. Inga underarter finns listade i Catalogue of Life.